# Xenopepla
Xenopepla là một chi bướm đêm thuộc họ Geometridae.